# 中國教會學校列表
本表列出中国大陆境内由天主教會、新教等基督教宗派興辦的教会学校，以及其他具有基督宗教背景的学校。

## 大学
1950年代中國大陸經歷了高等學校院系調整後，終結了私立大學的存在，尤其是在中國存在近一個世紀的教會大學的歷史，同時也瓦解了教授治校的傳統，使得政府得以對高等教育領域形成全面控制以及領導權威。
1950年前，中國的天主教會大學包括震旦大學、輔仁大學和津沽大學，基督新教大學包括之江大學、華中大學、華西協合大學、聖約翰大學、嶺南大學 (广州)、金陵大學、金陵女子大學、東吳大學 (蘇州)、齊魯大學、滬江大學、華南女子大学、福建協和大學、燕京大學以及协和医学院、私立夏葛医学院和湘雅医学院，另有中華三育研究社。

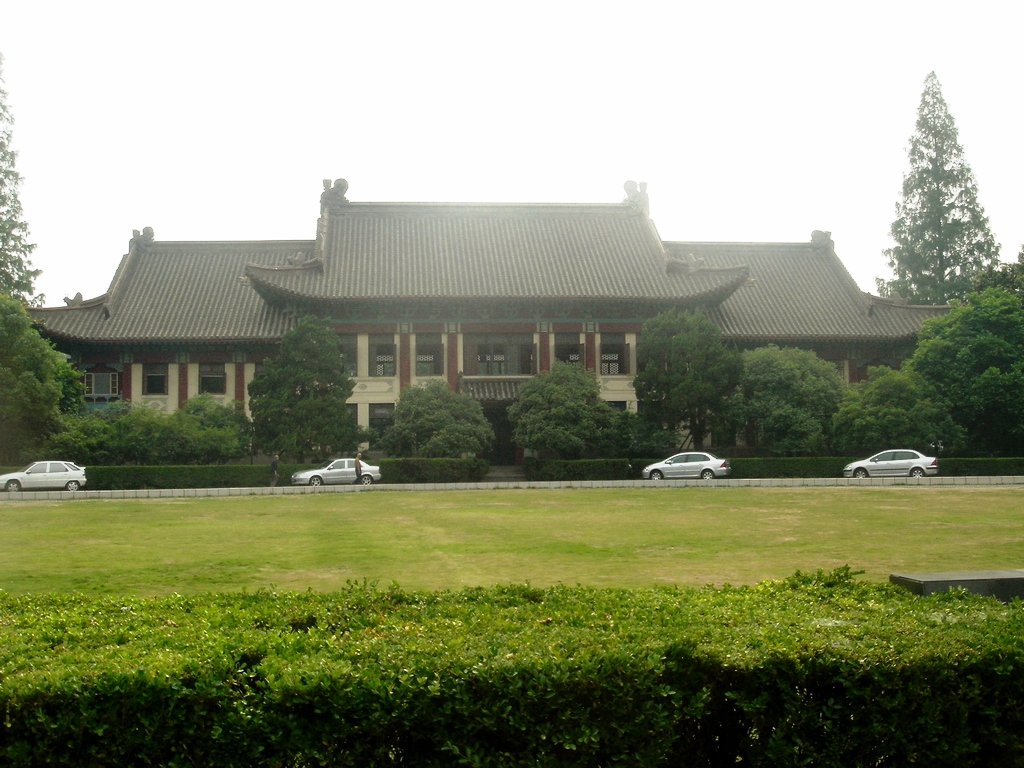
金陵女子大学100号楼
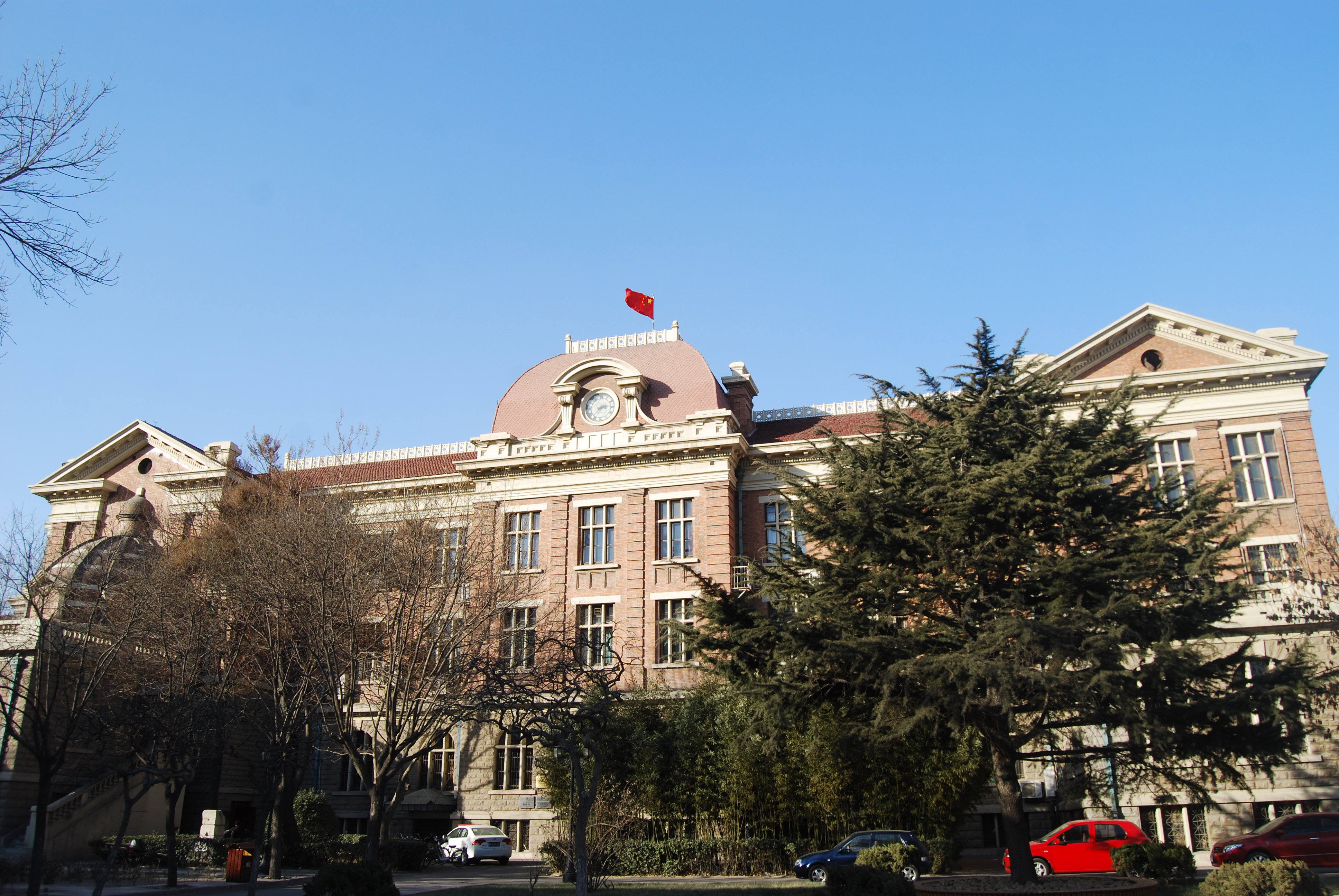
津沽大学主楼
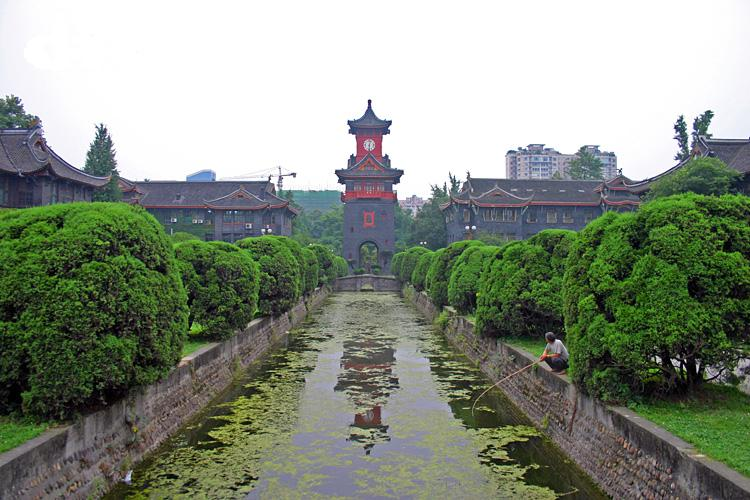
华西协合大学钟楼

| 中文校名         | 外文校名                    | 創辦者                                            | 成立年份 | 位置                   | 現址                   |
| ---------------- | --------------------------- | ------------------------------------------------- | -------- | ---------------------- | ---------------------- |
| 沪江大学         | University of Shanghai      | 美南浸信会、美北浸礼会                            | 1906年   | 上海杨树浦军工路       | 上海理工大學           |
| 圣约翰大学       | Saint John's University     | 美国圣公会                                        | 1879年   | 上海极司非而路         | 华东政法大学           |
| 天主教震旦大學   | Aurora University           | 天主教法国耶稣会                                  | 1908年   | 上海法租界吕班路       | 上海交通大学卢湾校区   |
| 震旦女子文理学院 | Aurora College for Women    | 美国圣心修女会                                    | 1937年   | 上海法租界蒲石路181号  | 上海社会科学院         |
| 金陵大学         | University of Nanking       | 美国卫理公会长老会基督会                          | 1888年   | 南京鼓楼:8482          | 南京大学鼓楼校区       |
| 金陵女子大学     | Ginling College             | 美国卫理公会                                      | 1913年   | 南京隨園               | 南京師範大學           |
| 东吴大学         | Soochow University          | 美国卫理公会                                      | 1900年   | 蘇州葑门内天赐庄       | 蘇州大學               |
| 之江大学         | Hangchow University         | 美南长老会、美北长老会                            | 1914年   | 杭州六和塔旁           | 浙江大學之江校區       |
| 燕京大学         | Yenching University         | 美国公理会、卫理公会                              | 1919年   | 北京燕園               | 北京大學               |
| 天主教辅仁大学   | Fu Jen Catholic University  | 天主教美國本篤會                                  | 1925年   | 北京市濤貝勒府         | 北京師範大學北校區     |
| 岭南大学         | Lingnan University          | 美國美北长老会                                    | 1888年   | 廣州河南島康樂園       | 中山大学广州校区南校园 |
| 私立夏葛医学院   | The Hackett Medical College | 美國美北长老会                                    | 1899年   | 廣州荔湾西关逢源西街   |                        |
| 津沽大学         | Université de Tsin Ku       | 天主教法国耶稣会                                  | 1921年   | 天津英租界马场道141号  | 天津外國語大學         |
| 华中大学         | Central China University    | 美國聖公會                                        | 1926年   | 武漢武昌昙华林         | 湖北中醫藥大學         |
| 齐鲁大学         | Cheeloo University          | 美北長老會构                                      | 1904年   | 濟南歷下區南关         | 山東大學趵突泉校區     |
| 华西协合大学     | West China Union University | 美以美會、美北浸禮會、 英國公誼會、加拿大衛理公會 | 1910年   | 成都華西壩             | 四川大學               |
| 福建协和大学     | Fukien Christian University | 美国美以美会                                      | 1915年   | 福州鼓山麓闽江畔魁歧村 | 福州海王福药制药公司   |
| 华南女子大学     | Hwa Nan College             | 美国卫理公会                                      | 1911年   | 福州倉前山             | 福建師範大學倉山校區   |
| 湘雅医学院       | Hsiang-ya Medical College   | 美国雅禮協會                                      | 1914年   | 長沙嶽麓區桐           | 中南大學湘雅醫學院     |

- 金陵女子大学100号楼
- 津沽大学主楼
- 华西协合大学钟楼

## 中学

### 上海

#### 天主教
- 徐汇公学（天主教耶稣会）College of St. Ignace（徐家汇）
- 徐汇女中
- 启明女中
- 中法中学
- 圣方济中学
- 震旦附中
- 震旦女中
- 金科中学
- 仿德女中
- 晓明女中
- 善导女中
- 达义中学
- 正心中学
- 耀蝉中学
- 震新中学
- 求德女中
- 景德中学
- 正修初级中学
- 一心初级中学
- 圣心女中
- 斯高中学
- 光启中学（松江）
- 一德初级中学
- 民新初级中学
- 海门锡类中学第二分校
- 聖芳濟書院 (上海) (上海市北虹高級中學前身)

#### 基督新教
- 裨文女中（美国女公会）老西门方斜路
- 清心中学（美北长老会）（大南門）
- 清心女中 Mary Farnham Middle School（美北长老会）（大南門）
- 圣玛利亚女中 St. Mary Girl's School（美国圣公会）（白利南路 65號）
- 中西书院
- 中西女中 Methodist Girls' High School(Shanghai)（美国卫理公会）（憶定盤路11號）
- 麦伦中学  Medurst College（英国伦敦会）（虹口兆丰路690号）
- 青年会中学
- 晏摩氏女中 Eliza Yates Academy for Girls（美南浸信会）閘北西寶興路底浸會莊
- 伯特利护士产科学校
- 惠中中学 Grace  School（徐家汇路）（安息浸禮会）
- 守真中学
- 明强中学
- 圣约翰青年中学
- 崇德女中 Tsung The Girls' Middle School（西摩路）（美南浸信会）
- 东吴大学第二附中
- 沪东中学
- 伯特利中学
- 进德女子中学
- 岭南中学
- 圣约翰大学附中
- 怀恩中学
- 圣德中学
- 灵粮中学
- 沪江大学附中（美南浸信会）閘北西寶興路底浸會莊

### 杭州
- 之江大学附中
- 弘道女中Hangchow Union Girls' School（美北长老会、美南长老会）（學士路）
- 冯氏女中（英国圣公会）
- 蕙兰中学Hangchow Wayland Academy（美北浸礼会）（東街路）
- 惠兴中学
- 庭筠中学

### 温州
- 艺文学院（循道公会）
- 浙南三育初级中学（安息日会）
- 增爵中学（天主教会）

### 宁波
- 浙东中学 Ningpo Middle School for Boys（循道公會、美北長老會、美北浸禮會）（江北岸泗洲塘）
- 甬江女中  Riverside Girls' Academy（美北長老會、美北浸禮會）（舰船街）
- 三一中學  Trinity College（英國聖公會）（廣仁街）

### 湖州
- 东吴大学吴兴附中
- 湖郡女中

### 嘉兴
- 秀州中學  Kashing High School（美南長老會）（城內項家漾）

### 绍兴
- 越光中学

### 苏州
- 东吴大学附中（美国卫理公会）（天賜莊）
- 景海女师 Laura Haygood Memorial School for women（美国卫理公会）（天賜莊）
- 晏成中学 Yates Academy（美南浸信会）（谢衙前）
- 慧灵女中 Weiling Girl' s School（美南浸信会）（谢衙前）
- 桃坞中学（美国圣公会）（桃花坞）
- 萃英中学  Vincent Miller Academy（美北长老会）（阊门外义慈巷）
- 有原中学（天主教）（东北街）
- 英华女中（美国基督教监理公会）（穆家花園）
- 振声中学（美国基督教监理公会）（馬醫科）
- 博习护士学校（美国基督教會）（天賜莊）

### 南京
- 金陵大學附屬中學 Nanking University Middle School（卫理公会、美北長老會、基督会）（干河沿）
- 中华中学（美国基督会）（基督会）（中华路）
- 汇文女中 Wei Wen Girls' School（美国卫理公会）（中山路）
- 明德女中 Mindeh Girls' School（美北长老会）（莫愁路）
- 弘光中学（天主教）

### 镇江
- 崇实女中Olivet Memorial Girls' School（美国卫理公会）风车山

### 扬州
- 美汉中学（美国圣公会）便宜门
- 慕究理中学（美国基督教浸信会）扬州市育才小学本部
- 震旦中学 (法国天主教)

### 无锡
- 辅仁中学（美国圣公会）
- 市北高中（天主教耶稣会）

### 徐州
- 培义中学（美南长老会）

昕昕中学（天主教）

### 福州
- 鹤龄英华中学（美国卫理公会）（倉前山）
- 华南女大附中（美国卫理公会）（仓前山）
- 毓英女子初中（美国卫理公会）
- 格致中学（美国公理会）
- 私立文山女中（美国公理会）（铺前顶小桥路）
- 陶淑女中Do-seuk Girls' School（英国圣公会）（倉前山嶺后）
- 三一中学  Trinity College（英国圣公会）（倉前山公园路）
- 寻珍女子初中（英国圣公会）（仓前山）
- 扬光中学（天主教）

### 厦门
- 英华中学（英国长老会）
- 怀仁女子初中 Hoaijin Girls' School（英国长老会）（鼓浪屿）
- 毓德女中 Loktek Girls' School（美國歸正會）（鼓浪嶼東山頂）

### 莆田
- 哲理中学（美国卫理公会）
- 咸益女子初中（美国卫理公会）

### 南平
- 剑津中学（美国卫理公会）

### 邵武
- 汉美中学（美国公理会）

### 泉州
- 培元中学（英国长老会）
- 培元小学（英国长老会）
- 培英女中  Pui Ying Middle School for Girls（英国长老会）
- 惠世高级护士学校 (英国长老会)

### 漳州
- 尋源中學  Talmadge College（美國歸正會）（芝山）
- 进德女中（伦敦会）
- 崇正初中（天主教）

### 福清
- 融美初中（美国卫理公会）
- 明义毓贞联合初中（美国卫理公会）

### 古田
- 超古毓馨联合初中（美国卫理公会）
- 史萦伯初中（英国圣公会）

### 闽清
- 天儒初中（美国卫理公会）
- 毓真初中（美国卫理公会）

### 仙游
- 慕范陶德联合中学（美国卫理公会）

### 平潭
- 岚华初中（美国卫理公会）

### 长乐
- 培青初中（公理会）

### 永泰
- 同仁初中（公理会）

### 同安
- 启悟初中（归正会）

### 惠安
- 时代初中（伦敦会）

### 建瓯
- 培汉初中（英国圣公会）

### 永春
- 崇贤中学（英国长老会）

### 龙岩
- 培德女子初中（归正会）

### 长汀
- 中西初中（伦敦会）
- 亚盛顿女子初中（伦敦会）

### 广州
- 真光女中  True Light Middle School for Girls为广州市真光中学前身（美北长老会）（白鶴洞）
- 培英中学（美北长老会）（白鶴洞）
- 培正中学 Pui Ching Middle School（美南浸信會）（東山）
- 培道女中  Pui To Middle School（美南浸信會）（東山廟前直街）
- 美华中学（美国公理会）
- 协和女师 Union Normal School for Women为广州市协和中学前身（美国公理会）（西村）
- 圣心中学 为广州市第三中学前身

### 佛山
- 華英中學 Wa Ying Middle School（英國循道會）

### 济南
- 齐鲁中学（济美中学、翰美女中合并）（美北长老会）（东关华美街）
- 黎明中学

### 潍坊
- 广文中学  Hwanghsien Boys' Middle School（美北長老會）东关乐道院

### 周村（淄博）
- 光被中学

### 青岛
- 礼贤中学（德国、瑞士同善会）
- 圣功女中（天主教圣言会）
- 崇德中学（美北长老会）
- 文德女中（德国、瑞士同善会）

### 即墨
- 信义中学

### 烟台
- 益文商專  Yih Wen Commercial College（美北長老會）（毓璜顶）

### 天津
- 天津汇文中学（美国卫理公会）（南關）
- 天津中西女中（美国卫理公会）南开区南门外大街257号
- 新学中学 伦敦会（天津法租界海大道）
- 究真中学（公理会）
- 法汉中学（天主教圣母文学会）老西开（和平区西宁道10号）
- 津沽大学附中（天主教法国耶稣会）（马场道143号）
- 西开中学（圣母文学会）西宁道17号  西开总堂
- 圣功女中（圣母无染原罪会修女）。（马场道125号）。
- 圣路易学堂（外侨子弟学校，圣母文学会）营口道今滨江医院地址。
- 圣若瑟女校（外侨子弟学校，方济各后学圣母传教修女会）山西路

### 北京
- 贝满女中 Birdgman Girls' School（美国公理会）（灯市口佟府夾道）
- 育英中学校 (现北京市第二十五中学) Yu Ying Boys' School（美国公理会）灯市口
- 汇文中学 Mary Porter Gamewell School（美国卫理公会）（崇文門內船板胡同）
- 慕贞女中 Muchen Methodist Middle School for Girls（美国卫理公会）（崇文门内孝順胡同）
- 崇慈女中（美北长老会）（交道口）
- 崇实中学（美北长老会）（交道口）
- 笃志女中（圣公会），石驸马大街
- 崇德中学（圣公会），绒线胡同
- 潞河中学（美国公理会）（通州）
- 辅仁大学附中（天主教）
- 辅仁大学女中（天主教）
- 培根女校（天主教）
- 培华女中
- 崇贞学园
- 上义师范学校（天主教）
- 光华女中现北京三十五中学（天主教）(北京教区若瑟修女会)
- 耕莘中学现北京三十五中学（天主教）

### 芜湖
- 广益中学  St. Lioba's School（美国圣公会）（獅子山[男中部]；
- 培德女中（美国圣公会）（石橋港）
- 萃文中学（来复会、基督会）（凤凰山）
- 内思中学（天主教）

### 安庆
- 圣保罗中学  St. Paul's Middle School（美国圣公会）二郎巷

### 宿州
- 启秀中学（美北长老会）

### 九江
- 同文中学  William Nast School（美国卫理公会）
- 儒励女中  Rulsion High School（美国卫理公会）（庾亮南路15号）

### 南昌
- 豫章中学（美国卫理公会）
- 葆灵女中  Baldwin Girls' School（美国卫理公会）（阳明路）

### 武汉
- 文华书院（美国圣公会）（武昌）
- 武汉市第十五中学（英国循道会）（武昌）
- 博學中學 Griffith John Middle School（伦敦会）（汉口）

### 长沙
- 雅礼中学 Yali Middle School（雅禮會，Yale Foreign Missionary Society）（北門外）
- 福湘女中  Fu Siang Girls' School（北門外長春巷）

### 成都
- 华美女中  Amen Girls' High School（美国卫理宗美以美會）陝西街
- 協合女師   Union Normal School for Women（加拿大美道會、美北浸禮會）（乾槐樹街）
- 华英女中（加拿大美道會）

### 重庆
- 求精中學（美国卫理宗美以美會）（曾家岩）
- 精益中學（加拿大美道會）
- 广益中学（英国公谊会）（南岸文峰塔下）
- 淑德女中  Methodist Girls' School（美国卫理宗美以美會）

### 綿陽
- 南山中學（英國聖公會）

### 雅安
- 私立明德初級中學校（美北浸禮會）

### 太谷
- 铭贤中学 Oberlin Shansi Memorial School（美国公理会）（城東楊家莊）

### 汕头
- 晨星女子中学（天主教圣吴苏乐女修会）（汕头市外马路）
- 若瑟中学（天主教巴黎外方传教会、圣吴苏乐女修会）（汕头市外马路）<台湾海星中学前身>
- 聿怀中学（英国长老会）（汕头市外马路）

## 小学（初等学堂）

### 北京
- 海淀培元学校（中小学合部  海淀基督教福音堂)  海淀区南大街20号

### 上海
- 萨坡赛小学（Ecole Primaire Chapsal）（重庆南路100号）
- 喇格纳小学（Ecole Primaire de Lagrené）（济南路， 应该在崇德路上，柳林路和浏河路之间）

### 天津
- 若瑟小学（天主教若瑟会）和平区西宁道宝鸡道 西开教堂
- 益世小学 西开总堂
- 法汉小学 和平区西宁道 圣母文学会
- 益世小学（天主教味增爵会）红桥区西于庄教堂
- 振声小学 南开区富辛庄教堂 原名我华小学
- 谦德小学 河西区谦德庄 三德里教堂
- 益民小学 河西区小刘庄教堂
- 鸣远小学 河东区新开路教堂
- 诚正小学（望海楼教堂）河北区狮子林大街
- 贞淑小学（圣母文学会）河北区医院路 望海楼教堂 1951年并入法汉中学，改称新华中学
- 宏育小学 河西区小刘庄经堂后街 贺家口教堂，1928年定名诚正小学分校。1951年更名天津私立育宏小学
- 培德小学 和平区紫竹林教堂内 紫竹林教堂
- 西开小学 和平区西宁道 西开教堂 天主教味增爵会
- 圣功小学 和平区滨江道 西开总堂 校长为德玉珍，今滨江道小学。

### 扬州
- 慕究理小学（美国基督教浸信会）(扬州市育才小学)
- 震旦小学(法国天主教)

### 温州
- 艺文小学（循道公会）
- 培德小学(内地会)
- 增德小学(内地会)
- 三育小学(安息日会)
- 永光小学(温州自立教会)
- 崇真小学(内地会)
- 育德小学(内地会)

### 青岛
- 明德小学（天主教圣言会）
- 崇德小学（美北长老会）
- 尚德小学（中华基督教会）

### 汕头
- 若瑟小学（天主教吴苏乐女修会）外马路晨星里

### 苏州
- 冠英女塾（美国基督教会）（天賜莊）
- 尚德小学（美国基督教监理公会）（顏家巷）
- 崇道小学（美国中华基督教会）（齊門大街）
- 新民小学（美国基督教南浸信会）（中街路）